# Weomadus
De heilige Weomadus (ook Wiomad en Wigomagus) (- 11 augustus 791) was een achtste-eeuwse bisschop van Trier.
Weomadus stamde vermoedelijk uit het Middenrijn-gebied. Vermoedelijk had hij geen directe familiebanden met zijn drie onderling verwante voorgangers. Weomadus was monnik in de abdij van Sint-Maximinus in Trier en werd daarna abt van de abdij van Mettlach en ten slotte van 762 tot zijn dood in 791 bisschop van Trier.
Hij maakte deel uit van het hof van Karel de Grote. Hij vergezelde Karel de Grote in 774 bij zijn veldtocht tegen de Longobarden en nam in 774 ook deel aan de campagne tegen de Avaren. Hij verkreeg volledige autonomie over zijn diocees en juridische immuniteit van de eigendommen van de kerk van Trier tegen de macht van de lokale graven.
Hij was in 764 direct betrokken bij oprichting door Cancor van de abdij van Lorsch, ten noorden van Mannheim. Hij raakte zo in nauw contact met Chrodegang van Metz, de toenmalige informele leider van de kerk in het Frankische rijk.
Zijn feestdag is 8 november.